# Лефевр, Юбер
Юбер Лефевр (фр. Hubert Lefèbvre; 29 ноября 1878, Париж — 1937) — французский регбист, чемпион летних Олимпийских игр 1900.
На Играх Лефевр входил в сборную Франции по регби, которая, обыграв Германию и Великобританию, стала победительницей турнира и получила золотые медали. Выступал за команду «Расинг Метро 92», был капитаном парижской сборной на чемпионате Франции 1902 года.